# Dybowo (Pasym)
Dybowo (deutsch Schützendorf) ist ein Dorf in den polnischen Woiwodschaft Ermland-Masuren. Es gehört zur Gmina Pasym (Stadt-und-Land-Gemeinde Passenheim) im Powiat Szczycieński (Kreis Ortelsburg).

## Geographische Lage
Dybowo liegt in der südlichen Mitte der Woiwodschaft Ermland-Masuren, 14 Kilometer nordwestlich der Kreisstadt Szczytno (deutsch Ortelsburg).

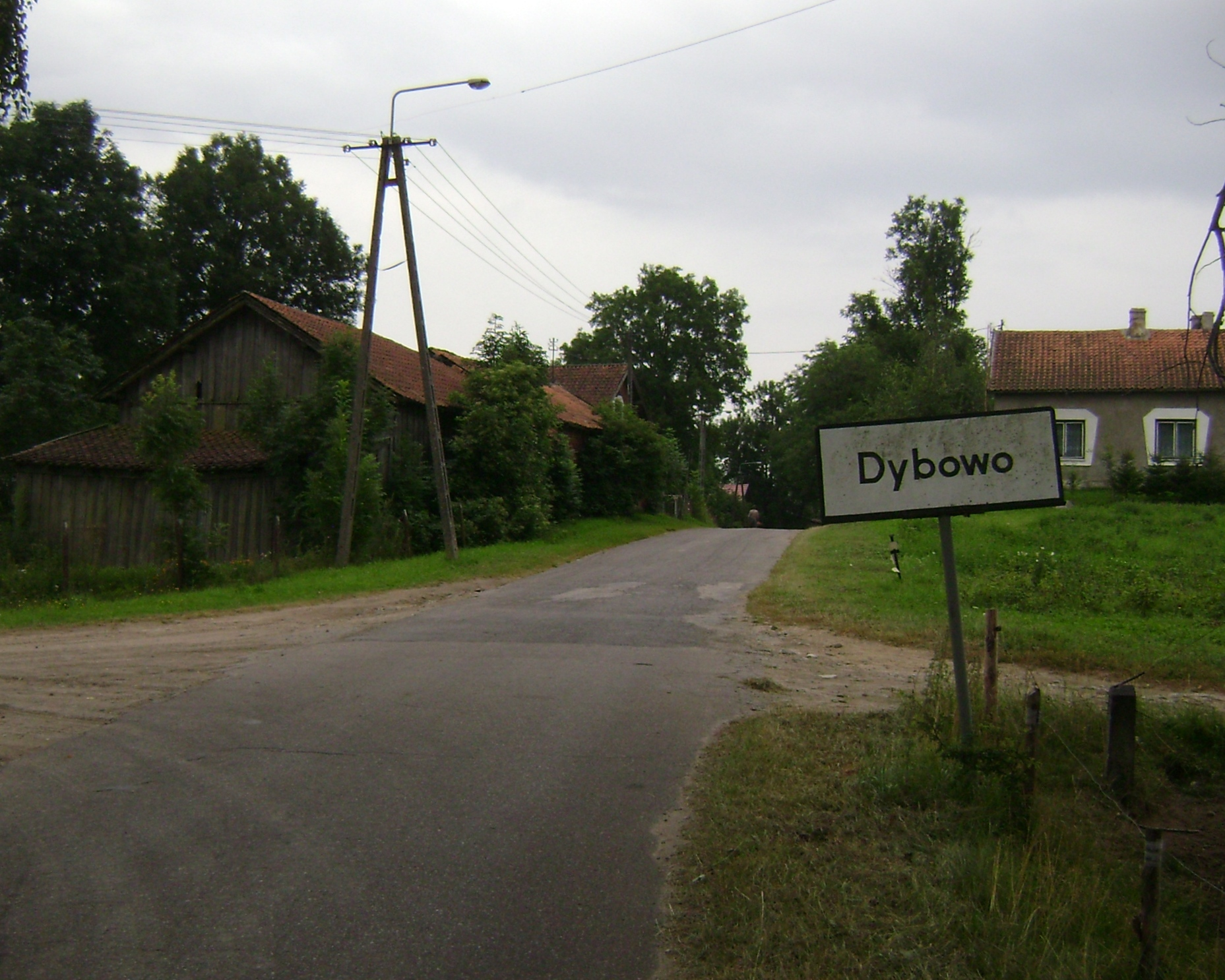
Ortseinfahrt Dybowo

## Geschichte
Das Gründungsdatum von Schützendorf ist nicht bekannt. In einer Erneuerungsurkunde von 1455 wurde der Komtur Waldbott von Bassenheim als Ausstellender genannt. Für die Jahre 1751 bis 1783 wurden die Vermögensumstände der Einwohner nur als „mittelmäßig“ bezeichnet.
Von 1874 bis 1945 war Schützendorf in den Amtsbezirk Narethen (polnisch Narajty) im ostpreußischen Kreis Ortelsburg eingegliedert.
589 Einwohner waren in Schützendorf im Jahre 1910 gemeldet. Ihre Zahl stieg bis 1933 auf 608 und belief sich 1939 auf 575.

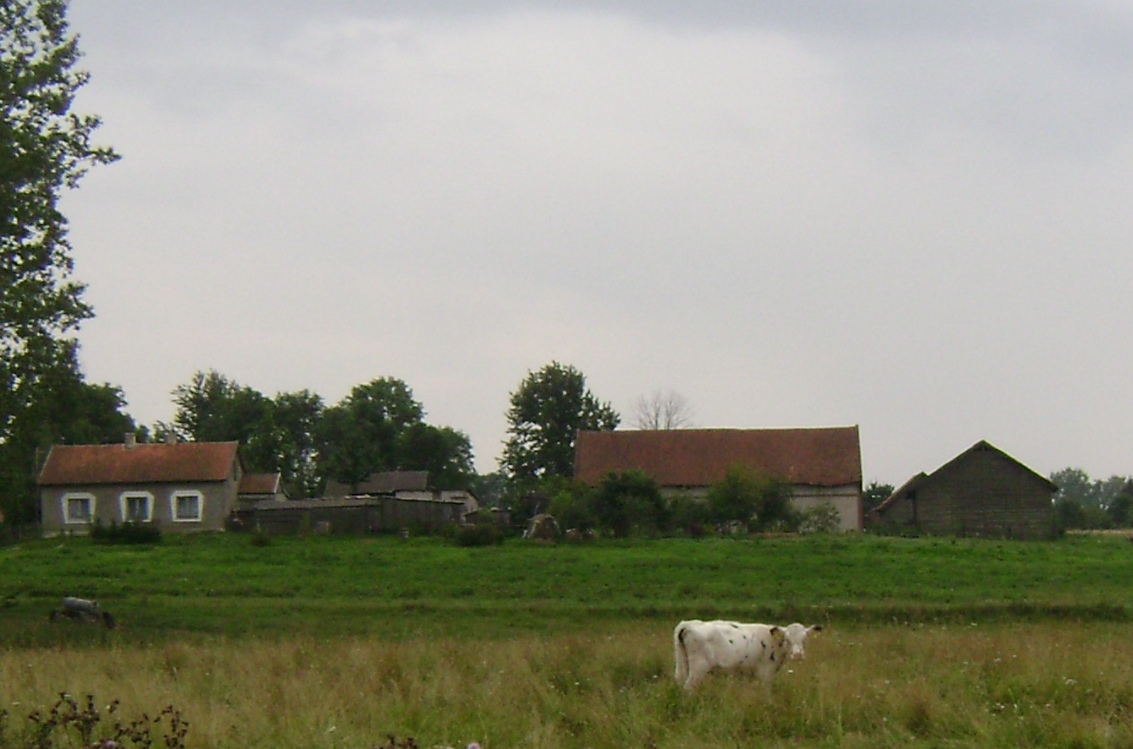
Dorfansicht

In Kriegsfolge wurde 1945 das gesamte südliche Ostpreußen an Polen überstellt, und mit ihm auch Schützendorf, das die polnische Namensform „Dybowo“ erhielt. Das Dorf ist heute mit dem Sitz eines Schulzenamtes eine Ortschaft im Verbund der Stadt-und-Land-Gemeinde Pasym (Passenheim) im Powiat Szczycieński (Kreis Ortelsburg), bis 1998 der Woiwodschaft Olsztyn, seither der Woiwodschaft Ermland-Masuren zugehörig. Im Jahre 2011 zählte Dybowo 321 Einwohner.

## Kirche

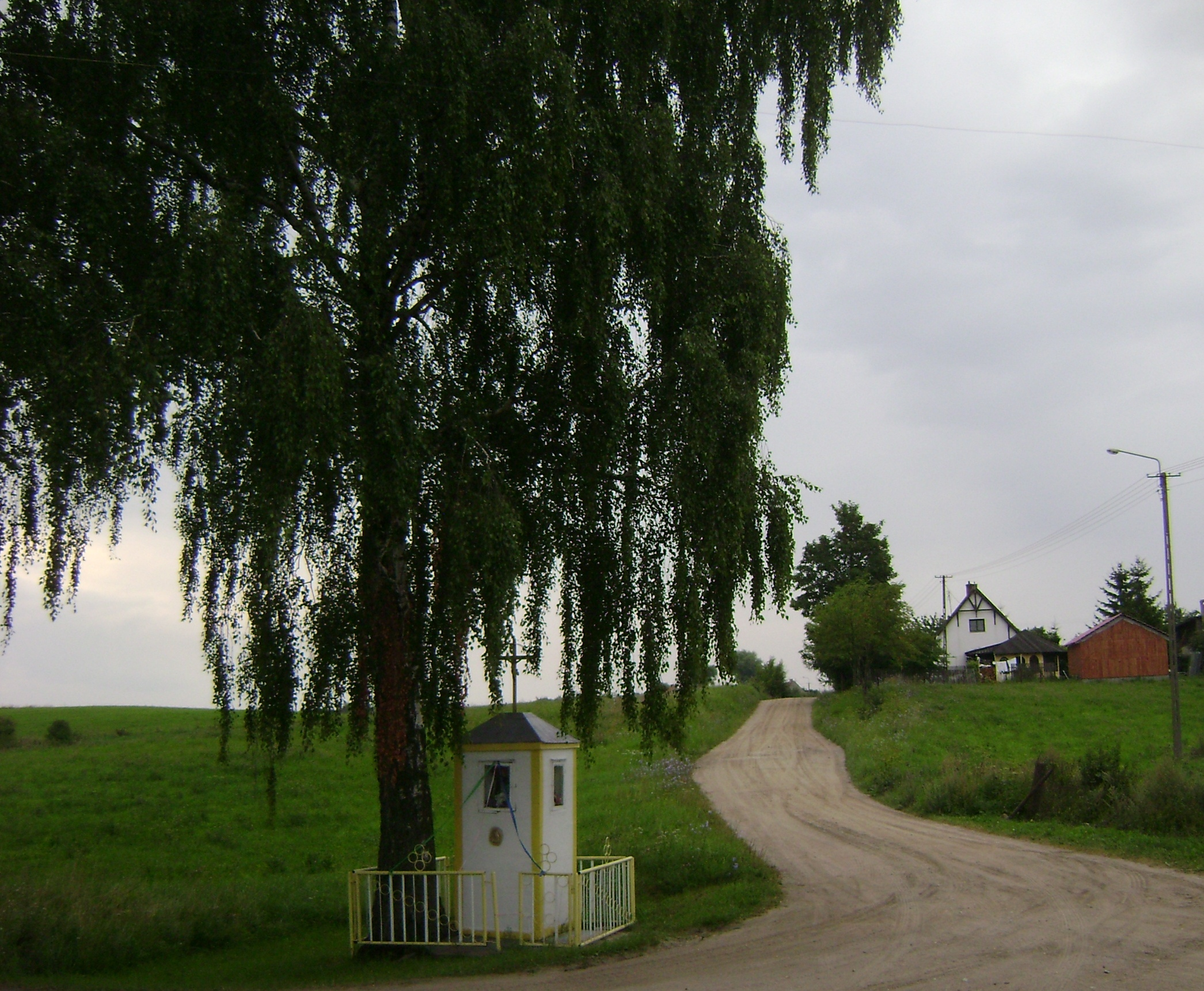
Bildstock in Dybowo

Schützendorf war bis 1945 in die evangelische Kirche Passenheim in der Kirchenprovinz Ostpreußen der Kirche der Altpreußischen Union sowie in die römisch-katholische Kirche der Stadt im Bistum Ermland eingepfarrt.
Auch Dybowo gehört heute katholischerseits zu der nun Pasym genannten Stadt, die jetzt dem Erzbistum Ermland zugeordnet ist, ebenso wie zur evangelischen Kirche in Pasym, jetzt der Diözese Masuren der Evangelisch-Augsburgischen Kirche in Polen zugehörig.

## Schule
Die Schule in Schützendorf wurde von König Friedrich Wilhelm I. gegründet. 1901 wurde ein neues Schulgebäude errichtet, in dem hundert Schulkinder in zwei Klassen unterrichtet wurden.

## Verkehr
Dybowo liegt an einer Nebenstraße, die bei Pasym (Passenheim) von der polnischen Landesstraße 53 (frühere deutsche Reichsstraße 134) abzweigt und bis nach Dźwiersztyny (Schwirgstein) führt. Pasym ist auch die nächste Bahnstation und liegt an der Bahnstrecke Olsztyn–Ełk.

## Persönlichkeiten

### Aus dem Ort gebürtig
- Eduard Opalka (* 9. Januar 1893 in Schützendorf), deutscher Landwirt und Politiker (NSDAP) († nach 1945)